# Patricia Elorduy
Patricia Elorduy González (Palencia, 22 de marzo de 1979) es una ex gimnasta rítmica que fue componente de la selección nacional de gimnasia rítmica de España.

## Biografía deportiva
En 1992 fue campeona de España júnior individual en Benicarló con el Club Vallisoletano. Tras haber sido internacional como júnior, en febrero de 1994 fue reclamada por Emilia Boneva para formar parte del equipo nacional en la modalidad individual sénior. Permanecería en él 7 meses. Se retiró tras el Campeonato Mundial de París a causa, según ella comentó, de sus desavenencias con la seleccionadora Emilia Boneva.
Actualmente reside en Fabero (León). Sigue unida al mundo de la gimnasia rítmica, siendo entrenadora del Club Bergidum de Fabero, que ha competido varias veces en el Campeonato de España. Patricia fue la principal inspiración para el personaje de Cristina, que aparece en la serie de cuentos infantiles Olympia (2014), escritos por su excompañera de la selección Almudena Cid e ilustrados por Montse Martín.

## Música de los ejercicios
| Año                      | Aparatos | Música |
| ------------------------ | -------- | --- |
| 1993 (Individual júnior) | Pelota   | «The Abduction and the Final Battle at the Gallows», de la banda sonora de Robin Hood: príncipe de los ladrones, compuesta por Michael Kamen. |
| 1994                     | Cinta    | «Le Marginal», de la banda sonora de Le Professionnel, compuesta por Ennio Morricone.                                                         |